# Ramata-Toulaye Sy
Ramata-Toulaye Sy   (Bezons, 14 de juny de 1986) és una directora de cinema i guionista francosenegalesa.

## Primers anys i educació
Ramata-Toulaye Sy va néixer a Bezons (Illa de França) de pares senegalesos. Va estudiar a La Fémis de París i es va graduar el 2015. Va viure a Dakar durant diversos anys després de graduar-se.

## Carrera
El curtmetratge de Sy de 2021 Astel va ser el guanyador del premi Share Her Journey al Festival Internacional de Cinema de Toronto, i el Premi SACD i un Premi Especial del Jurat al Festival Internacional de Curtmetratges de Clermont-Ferrand de 2022.
Sy va ser coguionista dels llargmetratges Sibel i Notre-Dame du Nil abans de fer Astel com el seu primer projecte de direcció.
El seu primer llargmetratge, Banel & Adama, va entrar en producció l'any 2022, es va estrenar al Festival de Canes de 2023 i també es va projectar al Festival Internacional de Cinema de Toronto. La pel·lícula va rebre elogis de la crítica que la va descriure com un debut expressiu d'una directora prometedora.